# 端順妃
端順妃（？—1709年），清宮檔案又稱為恩綽，博爾濟吉特氏，阿嚕蒙古阿巴垓部郡王額齊克諾顏（原名多爾濟）之孫女，一等台吉布達希布之女。清朝順治帝之福晉級庶妃，後被康熙帝尊封為妃。

## 生平
在康熙初年的內務府《奏銷檔》中，端順妃被稱為「恩綽福晉」，可知端順妃被稱為「恩綽」，滿文寫作 ᠣᠨᠴᠣ onco（滿語意為寬度、寬闊），書上說不知是蒙古語還是滿語:203，實際上只有滿語有這個發音的詞而蒙古語沒有。
目前並不清楚端順妃是在何時被順治帝收為後宮主位。《星源集慶》錯記其初入宮即被冊封為「妃」，實際上僅為福晉級庶妃。順治帝的後宮裏除了孝惠章皇后博爾濟吉特氏、孝獻端敬皇后董鄂氏和被娘家接回蒙古的靜妃額爾德尼布木巴之外，並沒有其他在順治朝達到妃位的內庭主位。值得一提的是因為嬪級在順治朝並未正式實行，所以博爾濟吉特氏所處的福晉級實際上是僅次於皇后、皇貴妃和妃的級別。
康熙元年，博爾濟吉特氏為「乾清宮五福晉」之其中一員。康熙元年正月二十八日，包衣諳班費揚古、尼雅罕所奏，詢問靜妃應領的緞匹數量，奉旨靜妃的緞匹數量與乾清宮五位福晉（即孝康章皇后、恪妃、恭靖妃、端順妃和淑惠妃）相等，並得到昭聖皇太后的認可。
康熙二年八月，阿巴垓卓里克圖郡王之一品台吉布達西喜布之子貢送福晉兩匹官用披甲馬。
康熙八年，博爾濟吉特氏與順治帝的其他幾位遺孀一起遷居到長春宮。康熙十二年（1673年）十二月初四日，尊封皇考妃博爾濟金氏為皇考恭靖妃、皇考妃博爾濟金氏為皇考淑惠妃、皇考妃博爾濟金氏為皇考端順妃、皇考妃董鄂氏為皇考寧謐妃。前三者原為福晉級庶妃，只有董鄂氏原為小福晉級庶妃，因此對於前三者而言，董鄂氏被尊封為寧謐妃屬「超封」。康熙十五年正月，被正式冊封為端順妃。端順妃的封號為「端順」，滿文寫作「tob ijishūn」，意為端正恭順。
康熙二十八年，博爾濟吉特氏與順治帝的其他幾位遺孀一起遷居到寧壽宮。根據乾隆年間《清內務府京城全圖》的描繪，在康熙二十一年被改造為寧壽舊宮的咸安宮依然保持著以前的格局，宮院的北部可見三座並排、佈局類似壽康宮之壽三宮的小院落，端順妃等順治帝遺孀應在此處居住。
康熙四十八年（1709年）五月十一日，孝惠章皇后下旨稱端順妃因罹患疾病而需要從宮內移出，並命令內務府官員尋找合適的房屋。五月十二日，孝惠章皇后又下達懿旨作為補充，強調端順妃病重，𣎴可居於紫禁城內，並要求內務府官員選看紫禁城之外的房屋。同日，內務府擬出皇城內天保和覺簡兩家的房屋備選，孝惠章皇后從中選定了天保的房屋。之後天保便遷出，讓端順妃於五月十五日遷入這所位於蠶池口的房屋。五月十六日，孝惠章皇后再次下達懿旨，稱端順妃之病實重，並且明確指出端順妃患上「瘋疾」 （滿文寫作「fudasihūn」，原意為發狂、倒亂、悖逆，引申為瘋病、瘋癲）。同年六月二十六日，端順妃去世，康熙帝冠摘纓緯，親詣祭酒行禮。根據孝惠章皇后的懿旨，「因妃系瘋病，故於薨逝之後將屍體火化」。
康熙四十八年七月初一日，翰林院來奏祭端順妃文，大臣陳邦彥在日記中寫道：「上云此系先帝使定之人，至朕始封為妃，祭文口氣太重，著衙門另擬具奏」，而滿文檔案則記載得更詳細，稱康熙帝下旨曰：「此妃原是世祖皇帝時平常使喚之女子，到我這裡才冊封為妃。然而她發瘋之後，不曉事理將近四十年。這祭文用詞過於誇張，重新斟酌後再題奏」。
康熙五十七年（1718年）四月初七日，與寧愨妃董鄂氏由京郊曹八里屯殯宮移葬孝東陵（今河北省遵化縣昌瑞山）。民國時期所撰的《東陵盜案彙編》稱載澤等人曾恭謁孝陵、孝東陵、景陵詳細查勘寳城，均無掘痕，「惟孝東陵前之端順妃、恭敬妃二穴略有痕迹。據守䕶人言，事在盜前，幸未掘透，即經查覺而罷」。

## 出身
端順妃恩綽出身於蒙古阿巴垓部，是清太宗皇太極懿靖大貴妃娜木鐘的親侄女。她的祖父額齊克諾顏（原名多爾濟），在順治二年去世，至少生有三個女兒（即喀爾喀蒙古瑪哈薩嘛諦車臣汗碩壘之妻阿海、蒙古烏朱穆沁部貴族岱巴圖爾之妻、蒙古察哈爾部林丹汗之遺孀懿靖大貴妃娜木鐘），以及兩個以上的兒子（已知的兩位中，年紀較大的那位即為阿巴垓左翼旗札薩克多羅卓力克圖郡王塞爾珍，而另一位則是端順妃的父親一等台吉布達希布）:170-171。端順妃之父布達希布曾在康熙十一年率領子侄入宮探望懿靖大貴妃，他在提及參與探望的人員時說：「余與余九子，余眾兄弟之八子」，可知端順妃至少有九個兄弟。